# Petit-Fayt
 Petit-Fayt là một xã ở trong tỉnh Nord ở miền bắc nước Pháp. Xã này có diện tích 8,16 km², dân số năm 1999 là 260 người. Xã nằm ở khu vực có độ cao trung bình 191 mét trên mực nước biển.